# Pozitiv (orgulje)
Pozitiv (iz latinskog "ponere", "smjestiti") je oblik orgulja koji datira iz srednjeg vijeka. Malo su glazbalo s jednim manualom koje je napravljeno da bi bilo više ili manje mobilno. Bilo je uobičajeno u sakralnoj i sekularnoj glazbi između 10. i 18. stoljeća u kapelama i malim crkvama.
Među najvažnije restaurirane pozitive u Hrvatskoj spadaju pozitiv s 5 registara u muzeju grada Varaždina, graditelja Rudolfa Rappolta, pozitiv s 6 registara iz kapele sv. Lenarda u Laduču, graditelja Joannesa Franciscusa Janečeka, pozitiv s 6 registara iz župne crkve Uznesenja BDM u Brezovici graditelja Janečeka, pozitiv s 7 registara iz župne crkve sv. Lenarda u Kotarima kraj Samobora, pozitiv s 4 registra iz kapele sv. Ane iz Završja kraj Sv. Križa Začretje graditelja Ferde Heferera, pozitiv s 5 registara iz kapele MB Gorske u Loboru.

## Vanjske poveznice
- Orguljarstvo Kvaternik, O orguljama  Arhivirana inačica izvorne stranice od 18. svibnja 2015. (Wayback Machine)